# كونستانس فورد
كونستانس فورد (بالإنجليزية: Constance Ford)‏ (23 يوليو 1923 - 26 فبراير 1993)، هي عارضة وممثلة أمريكية، ولدت في 23 يوليو 1923 بذا برونكس في الولايات المتحدة، وتوفيت في 26 فبراير 1993 بمانهاتن في الولايات المتحدة بسبب سرطان.

## أعمال

### مسلسلات
- عالم آخر

## وصلات خارجية
- كونستانس فورد على موقع IMDb (الإنجليزية)
- كونستانس فورد على موقع تيرنر كلاسيك موفيز (الإنجليزية)
- كونستانس فورد على موقع أول موفي (الإنجليزية)
- كونستانس فورد على موقع قاعدة بيانات برودواي على الإنترنت (الإنجليزية)
- كونستانس فورد على موقع إن إن دي بي (الإنجليزية)
- كونستانس فورد على موقع قاعدة بيانات الفيلم (الإنجليزية)